# Beikioi
Beikioi (gr. Μπέϊκιοϊ, tur. Beyköy) – wieś na Cyprze, w dystrykcie Nikozja.